# Тёплый пол

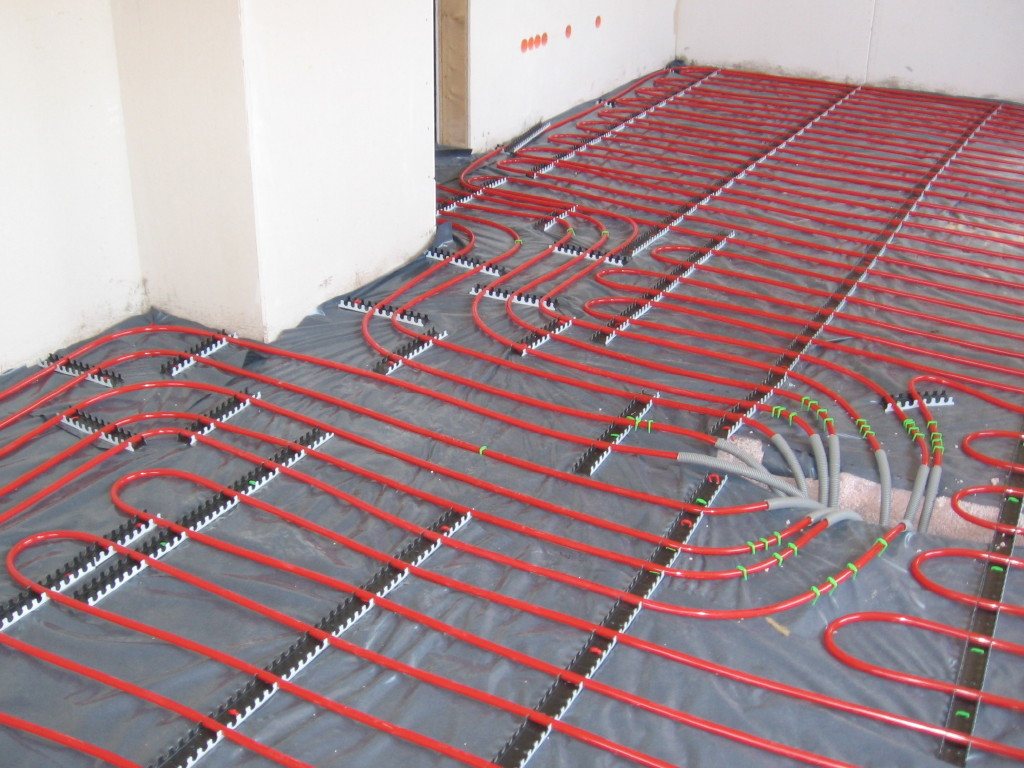
Уложенные способом «Змейка» трубы тёплого водяного пола перед заливкой теплоизоляционной бетонной стяжки

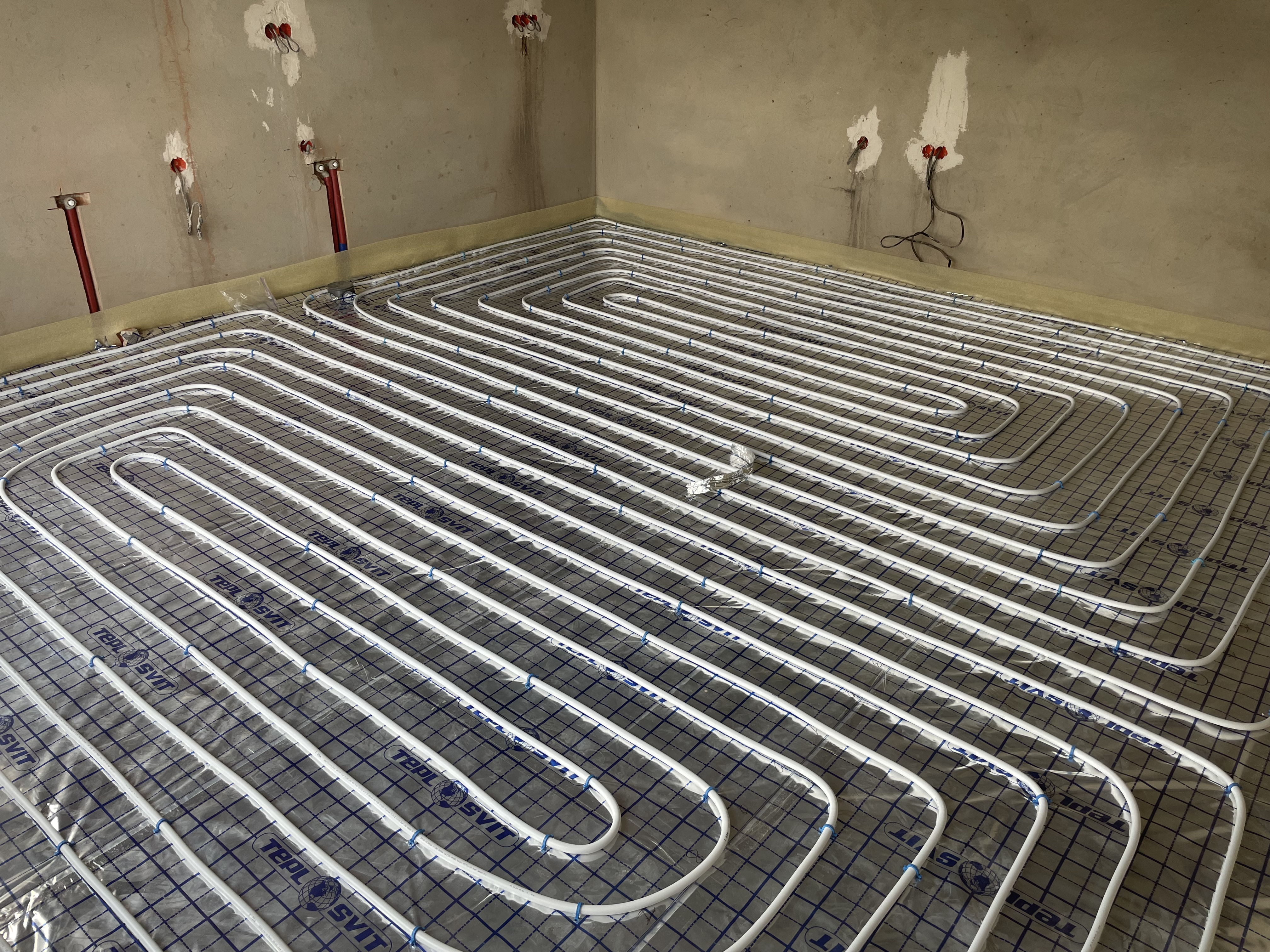

Тёплый пол — система отопления, обеспечивающая нагрев воздуха в помещении снизу, где отопительным прибором выступает тёплый пол (настил).
Наиболее распространены электрические системы подогрева пола и водяные, подключаемые к центральной или местной системе отопления.
Среди новейших систем теплого пола набирают популярность системы на основе аморфной металлической ленты.

## История

### Римская империя

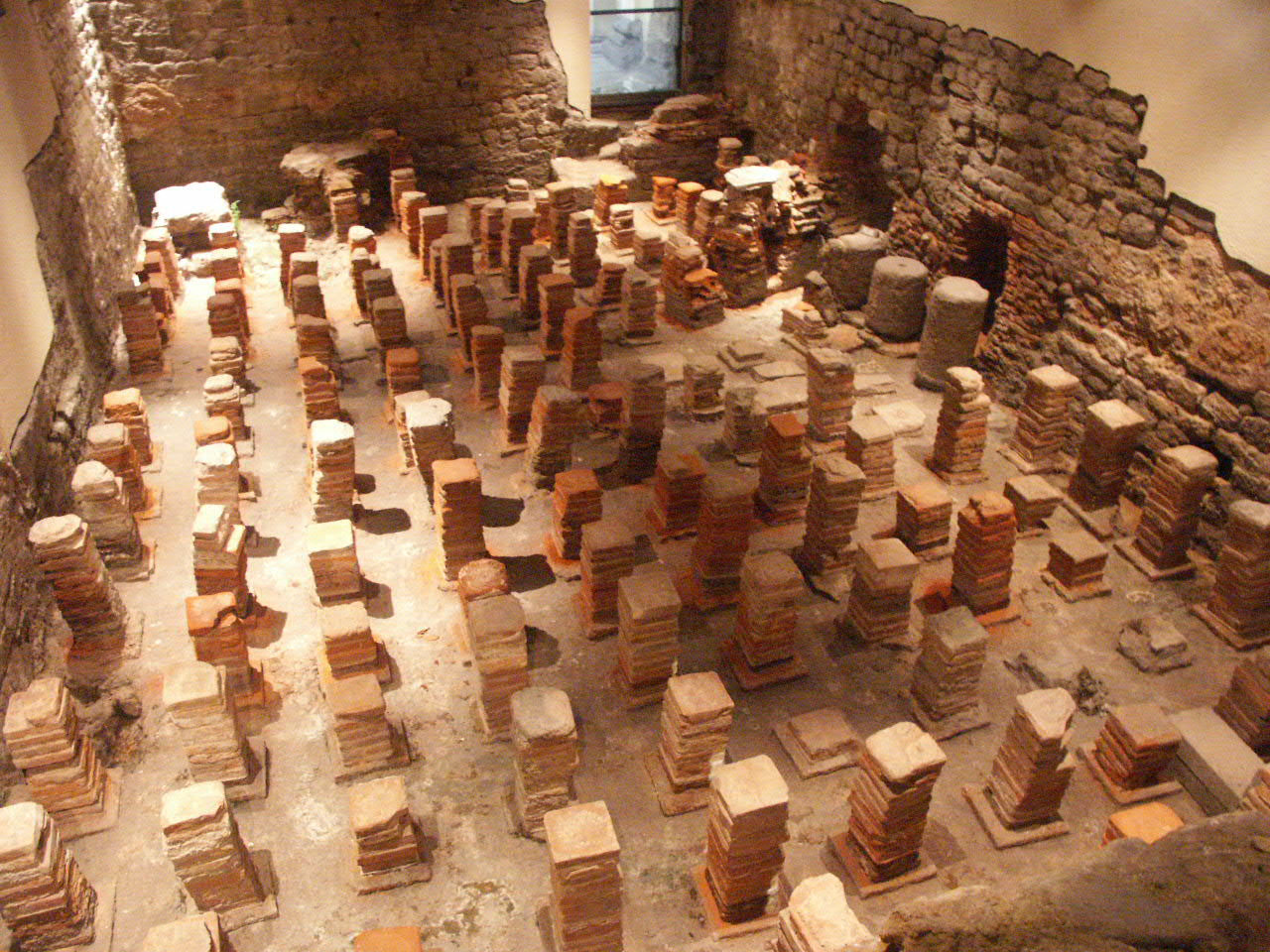
Калдариум (caldarium) римских терм в Бате (Англия). Занимал самое большое помещение и представлял собой горячую баню в виде большой ванны (бассейна) с горячей водой и подогревемым полом.
На снимке показан вскрытый пол калдариума для демонстрации свободного пространства между опорами пола, где циркулировал горячий воздух и нагревал напольные плиты

Археологические раскопки и письменные источники свидетельствуют, что попытки обустроить систему обогрева пола предпринимались ещё с древности. Обогрев пола, например, был применён в Древнем Риме. На начальном этапе тёплые полы были привилегией богатых граждан, но постепенно распространились повсеместно в общественных учреждениях (прежде всего, банях), особенно в холодных регионах Римской империи.
Система обогрева пола в римских банях включала в себя специальные печи и каналы, находившиеся под полом. При сжигании дров в печах образовывались горячие газы, которые распространялись по системе каналов. Одна печь служила для обогрева нескольких помещений. Обычай обогрева пола исчез после падения Римской империи.
Аналогичные системы отопления ранее были широко распространены на современной территории центральной и южной России, а именно в (Поволжье, Подонье), а также на Юге Украины, Молдавии, Румынии, в Крыму в XIII—XV вв.

### Корея
В отличие от Римской империи, где обогрев пола со временем был утрачен, система тёплого пола на протяжении тысячелетий использовалась в Корее и носила название ондоль. Это слово в переводе с китайского языка означает «тёплые полости». Предполагается, что данная система была изобретена во время трёх корейских государств (I в. до н. э. — VII в. н. э.). Принцип её работы заключался в следующем. В кухне или во внешней стене комнаты располагалась печь. Под полом комнаты прокладывались горизонтальные полости (туннели) для дыма и горячего воздуха, который проходил по полостям во время сжигания дров в печи. Особое устройство системы обогрева пола помогало удерживать тепло в течение долгого времени.
На сегодняшний день обогрев пола с помощью системы ондоль является типичной чертой традиционного корейского жилища. Однако в современных домах система ондоль в её первоначальном виде практически не используется, её заменяет усовершенствованная система водяного и электрического отопления пола. Практически все дома Южной Кореи оборудованы системами тёплых полов.
На данный момент Южная Корея является одной из основных стран — производителей и экспортёров нагревательной плёнки для теплого пола.

## Технологии

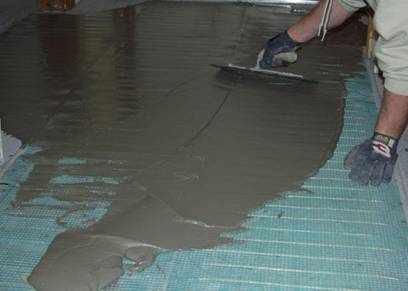
Заливка бетонной стяжки на уложенный кабель тёплого кабельного пола

### Электрический тёплый пол
Наиболее распространённый вариант подогрева пола. Электрические тёплые полы, в зависимости от исполнения, бывают кабельные (как в виде отдельных электрических кабелей, так и в виде нагревательных матов с тонким кабелем на сетке), пленочные, стержневые и на основе аморфной металлической ленты. А по принципу обогрева — конвекционные и инфракрасные. Все виды тёплых полов обладают рядом экологических преимуществ по сравнению с радиаторным отоплением: антиаллергенный эффект, равномерное распределение температуры воздуха и его теплообмена по всему объёму помещения, отсутствие конвекционных потоков, связанных с разностью температур на одной горизонтальной плоскости в разных частях помещения.

### Жидкостные электрические теплые полы (электроводяной теплый пол с греющим кабелем внутри трубы)
Одна из последних разработок на рынке теплых полов. Монтаж данных систем осуществляется непосредственно в цементно-песчаную стяжку. Они применяются практически под всеми известными напольными покрытиями: плитка, ламинат, линолеум, пвх-плитка. Исключения составляют пробка и натуральный паркет: с данными напольными покрытиями необходимо ограничивать нагрев полов до 28 градусов либо использовать специальный инженерный паркет, который предназначен для работы с теплыми полами.
Появление подобных новинок расширяет применение теплых полов, так как если раньше теплый пол зачастую лишь выполнял функции комфортного дополнительного обогрева помещений, то сейчас теплые полы уже могут являться полноценной системой отопления современного здания.
Вероятность выхода из строя подобного теплого пола несколько ниже, так как кабель находится в специальной теплопроводящей жидкости. Ремонт производится, как и в классических водяных теплых полах: заменой повреждённого участка трубы на новый и муфтированием с 2 сторон.

### Мобильный тёплый пол
Мобильный плёночный инфракрасный тёплый пол. Представляет собой замкнутую систему, которая может использоваться в любом помещении.
Конструкция питается от электрической сети, но при этом не может безопасно применяться в помещениях с высокой влажностью. Укладывается под ковёр, что является важным пунктом безопасности.

### Кабельный тёплый пол

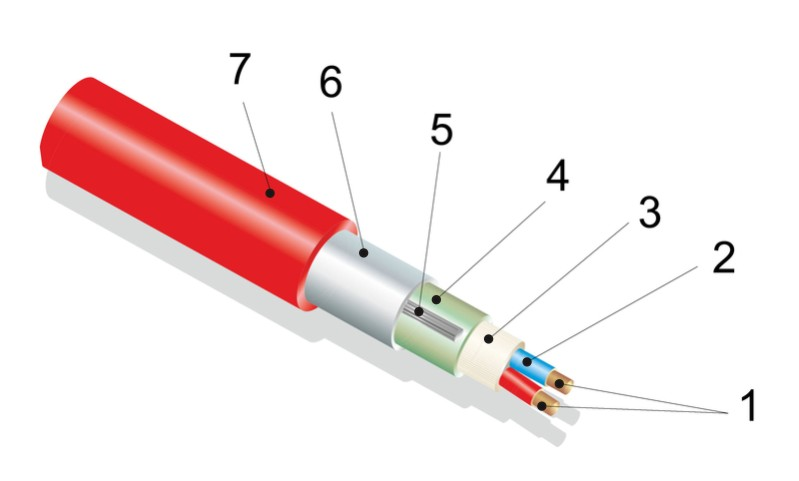
Устройство двужильного нагревательного кабеля.
1 — проводник (нагревательная жила);
2 — изоляция из термоустойчивой силиконовой резины;
3 — стекловолоконное армирование;
4 — полиэфирная плёнка;
5 — многожильный проводник заземления из лужёной меди;
6 — экран из алюминиевой фольги;
7 — термозащитная оболочка из ПВХ

### Теплый пол на основе аморфной металлической ленты

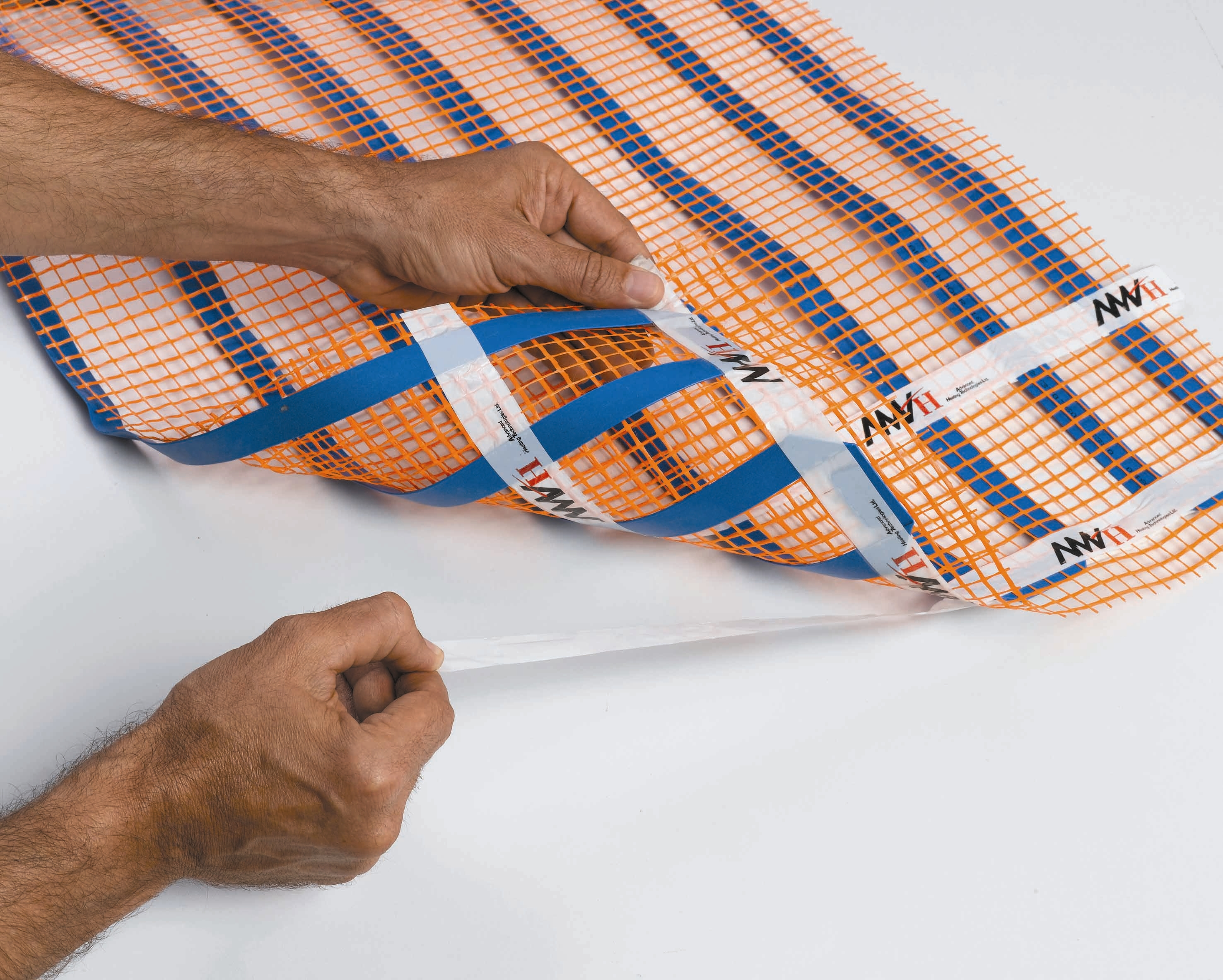
Теплый пол на основе аморфной металлической ленты

В основе пола — тонкая (20-25 мкм) лента из аморфного сплава.
Обычно теплый пол на основе аморфной металлической ленты представлен в виде нагревательных матов, которые непосредственно укладываются под напольное покрытие — плитку, кафель, паркет, ламинат, ковролин и др. Заливка стяжки при этом не требуется.

### Плёночный тёплый пол
Сравнительно молодой (примерно с 2010-х) вид электрических тёплых полов является плёночный тёплый пол, где в качестве нагревательного элемента применяется специальная плёнка. Часто её также называют инфракрасной, что не совсем правильно, так как любое тепло является следствием инфракрасного излучения. На данный момент основными странами производства нагревательной плёнки является Южная Корея. Южная Корея является основным поставщиком греющей плёнки в страны СНГ. Существуют модели плёнки, которые можно использовать под плиточный клей для кладки кафеля.
Есть 2 типа пленочного пола: углеродный (его ещё ошибочно называют графитовым) и биметаллический.
- Углеродный: Эта плёнка представляет собой резистивный элемент, уложенный между двух слоёв лавсановой плёнки (параллельного соединения углеродных теплоэлементов). Греющая плёнка может использоваться для обогрева помещений всех типов в качестве основного или дополнительного отопления, а также для обогрева открытых площадок. Размещение термоплёнки возможно на полу, стенах и потолке помещения.
- Углеродные делятся на 2 типа:
- 1. Пленочные полы под ламинат, линолеум и ковролин.
- 2. Пленочный перфорированный пол под плитку, керамогранит и стяжку.

Плёнка даёт возможность устанавливать тёплый пол быстро и легко. В любой момент после укладки её можно собрать и уложить в другое помещение, если это необходимо.
- Биметаллический: Существует биметаллическая плёнка, которая представляет собой тонкую плёнку из полиуретана, внутри которой — запатентованное соединение 2 слоев: нижний — сплав алюминия с добавками, верхний — сплав меди с добавками. По форме плёнка представляет сплошной рулон, разделённый на квадратные секции размерами 0,585 × 0,545, которые можно резать на данные секции. Структура секции: по краям идет разомкнутая токоведущая шина, которая соединена зигзагообразным проводником (толщиной 1 мм с шагом 1мм). Данная плёнка разработана для укладки под напольные декоративные покрытия, такие как ламинат, линолеум, ковролин, не пригодна под плитку. Рекомендованная максимальная температура на терморегуляторе — +27 °C, это связано с особенностями декоративных покрытий (яркий пример — поведение дерева при нагреве. Максимальная температура, при которой дерево чувствует себя комфортно, — +28 °C. При превышении этой температуры дерево (напр., паркет) начнет со временем рассыхаться). В виду отсутствия заземления требуется подключение через УЗО или через дифференциальный автомат (для этого пленочный пол обязательно должен накрываться заземляющим слоем, который приобретается отдельно).

Пленочные полы нельзя устанавливать во влажные помещения, так как ГОСТ требует класса защиты устройства не ниже IP21.

### Водяной тёплый пол
Бывает 2 видов:
- Электроводяной (греющий кабель находится внутри труб)
- Классический (котел + трубы)

1. Электроводяные теплые полы отличаются тем, что они не подключаются к котлу. Греющий элемент находится внутри, вдоль всей трубы. Для их работы также нет необходимости в циркуляционном насосе, так как жидкость прогревается равномерно по всей длине трубы. Подобные теплые полы поставляются уже в готовом виде, с жидкостью внутри труб и греющим элементом. Их достаточно подключить к сети (220 В) через терморегулятор, который автоматически контролирует температуру пола или воздуха в помещении. Системы к каждой комнате подбираются по длине, исходя из площади помещения. Если сравнивать подобные системы с трубами, которые подключаются к электрокотлу, то данная система имеет ряд преимуществ: 1. меньший объём прогреваемой жидкости; 2. равномерный прогрев трубы по всей длине (в отличие от классического водяного, в котором жидкость остывает по ходу течения); 3. возможность локального прогрева отдельных комнат, без прогрева жидкости во всей системе (так как каждый контур замкнут). Электроводяной пол (ещё его называют «жидкостный») можно использовать в качестве основного отопления коттеджей и лоджий.
Их можно устанавливать в квартирах (в отличие от обычных водяных полов, которые устанавливать в квартирах запрещено, так как есть риск затопления соседей и из-за повышенной нагрузки на теплосети), так как они не подключаются к системе центрального отопления.
2. В классических тёплых водяных полах тепло подводится в конструкцию пола с помощью труб с циркулирующим в них жидким теплоносителем (водой или этиленгликолем). Нагрев теплоносителя осуществляется с помощью газового котла или от системы центрального отопления.
Напольные системы отопления сегодня активно применяются практически во всех областях строительства: многоэтажные дома, коттеджи, отдельные квартиры, магазины и торговые комплексы, спортивные и культурно-массовые сооружения, культовые объекты, в подогреве полей стадионов, спортивных площадок, дорог и подъездных путей, ангаров, взлетно-посадочных полос и т. д.
Универсальность систем позволяет монтировать их как при строительстве, так и на уже возведённом объекте. Возможно подключение как к теплоцентрали, так и включение в состав полностью автономных отопительных систем.
Современные конструктивные решения позволяют применять водяной тёплый пол для любых типов зданий и сооружений. В квартирах применение водяного тёплого пола допустимо при подключении через теплообменные узлы, которые специально рассчитываются таким образом, чтобы не нарушать гидравлическую целостность централизованной системы отопления.
Этот тёплый пол (как и электроводяной теплый пол) может быть выполнен под большинством видов мебели, не вызывая её рассыхания, что в свою очередь позволяет в любое время осуществлять необходимые изменения интерьера в помещениях.
Трубы для водяного тёплого пола выполняются из сшитого полиэтилена или металлопластика. Они не подвержены коррозии и внутренний слой таких труб не способствует накоплению отложений, так как сохраняется диаметр их проходного сечения.
Типы водяных теплых полов:
- Бетонная система. Самая распространённая на сегодняшний день система водяного теплого пола, в которой трубы контуров заливаются бетоном и дополнительных распределителей тепла не требуется.
- Настильная (полистирольная) система. Основу данной системы составляют полистирольные пластины с пазами, в которые вкладываются алюминиевые пластины, а затем и труба. Толщина полистирола может варьироваться от 12 до 30 мм. Сегодня также существуют разработки тонких систем для площадей малого диаметра, высотой 8 мм.

Данная система рекомендуется для применения, когда:
1. Высота помещений ограничена.
2. Ограничена расчетная или нормативная нагрузка на перекрытия.
3. Устройство бетонной стяжки организационно невозможно (невозможно доставить бетон в необходимые для строительства сроки)
4. При реконструкции старой системы отопления.
- Деревянная система модульного или реечного типа. Система монтируется непосредственно на лаги. теплоизоляционный слой укладывается между лагами.

Водяной тёплый пол может применяться практически с любым напольными покрытиями (даже паркетами) при соблюдении определённых правил и автоматизации системы.
На базе системы водяного теплого пола возможна реализация системы снеготаяния, обладающей широкой областью применения: пешеходные дорожки, дворы, автостоянки, аэропортовые комплексы, кровли, лестницы.

### Напольное покрытие
Как правило, системы электрического тёплого пола укладываются под кафельной плиткой, поскольку поверхность плитки воспринимается человеком как холодная, и также потому, что плитка обеспечивает отличную теплопередачу и нечувствительна к длительному воздействию тепла. Также тёплый пол укладывается под мрамор, гранит, базальт и керамогранит. Деревянные полы и ковровые покрытия обладают значительно меньшей теплопроводностью, поэтому обычно не нуждаются в подогреве. Если же организуется отопление посредством системы «тёплый пол», то дерево и ковры не подходят из-за того, что плохо передают тепло от нагревательного элемента в помещение и при этом могут возникать негативные эффекты (рассыхание дерева, выделение синтетическими коврами вредных веществ). В квартирах и частных домах тёплый пол устраивается на кухнях, в ванных и туалетных комнатах, в коридорах и на балконах.
Поскольку водяной тёплый пол чаще всего применяется как система отопления, он используется практически с любым видом чистового покрытия, за исключением теплоизоляционных материалов таких как пробка, ковролин и утеплённый линолеум, но при невысоких отопительных нагрузках возможно применение и вышеуказанных материалов.

## Преимущества теплого пола
Отличительными особенностями теплого пола является большая площадь нагрева и низкое расположение поверхности нагрева. Это способствует более равномерному распределению температуры по горизонтали и вертикали по сравнению радиаторными источниками отопления, сосредоточенными в небольших зонах выше уровня пола. Равномерное распределение тепла по вертикали позволяет использовать более низкие температуры теплоносителя. Температура в помещении может быть снижена на 2 °C по сравнению с традиционными радиаторами без изменения в ощущении тепла человеком. Снижение температуры на 2 °C обеспечивает снижение энергопотребления на 12 %.

## Недостатки теплого пола
Недостатком теплого пола может являться высокая тепловая инерция (большое время нагрева и охлаждения тепловой поверхности). Скорость изменения температуры теплого пола, например, для бетонной системы водяного теплого пола, может быть меньше скорости суточного изменения температуры наружного воздуха, что приводит к забросам температуры внутри помещения.
Мебель по возможности должна быть из натурального дерева. Несмотря на то, что температура теплого пола согласно СНиП не должна превышать +26 °С, мебель из ДСП, МДФ или пластика, особенно новая, при постоянном нагреве будет выделять вредные вещества, хотя и в небольших концентрациях, но постоянно;